# Museo delle antichità ucraine di Černihiv
Il Museo delle antichità ucraine di Černihiv, anche noto come Museo delle antichità ucraine di Černihiv intitolato a Vasyl Tarnovskyi o Casa di Vasyl Tarnovskyi, (in ucraino Будинок В. В. Тарновського?; in russo Дом В. В. Тарновского?) è stato un museo di Černihiv nell'omonima oblast' dell'Ucraina. Lo storico edificio dal 1980 ospita la biblioteca regionale per i giovani di Černihiv.

## Storia

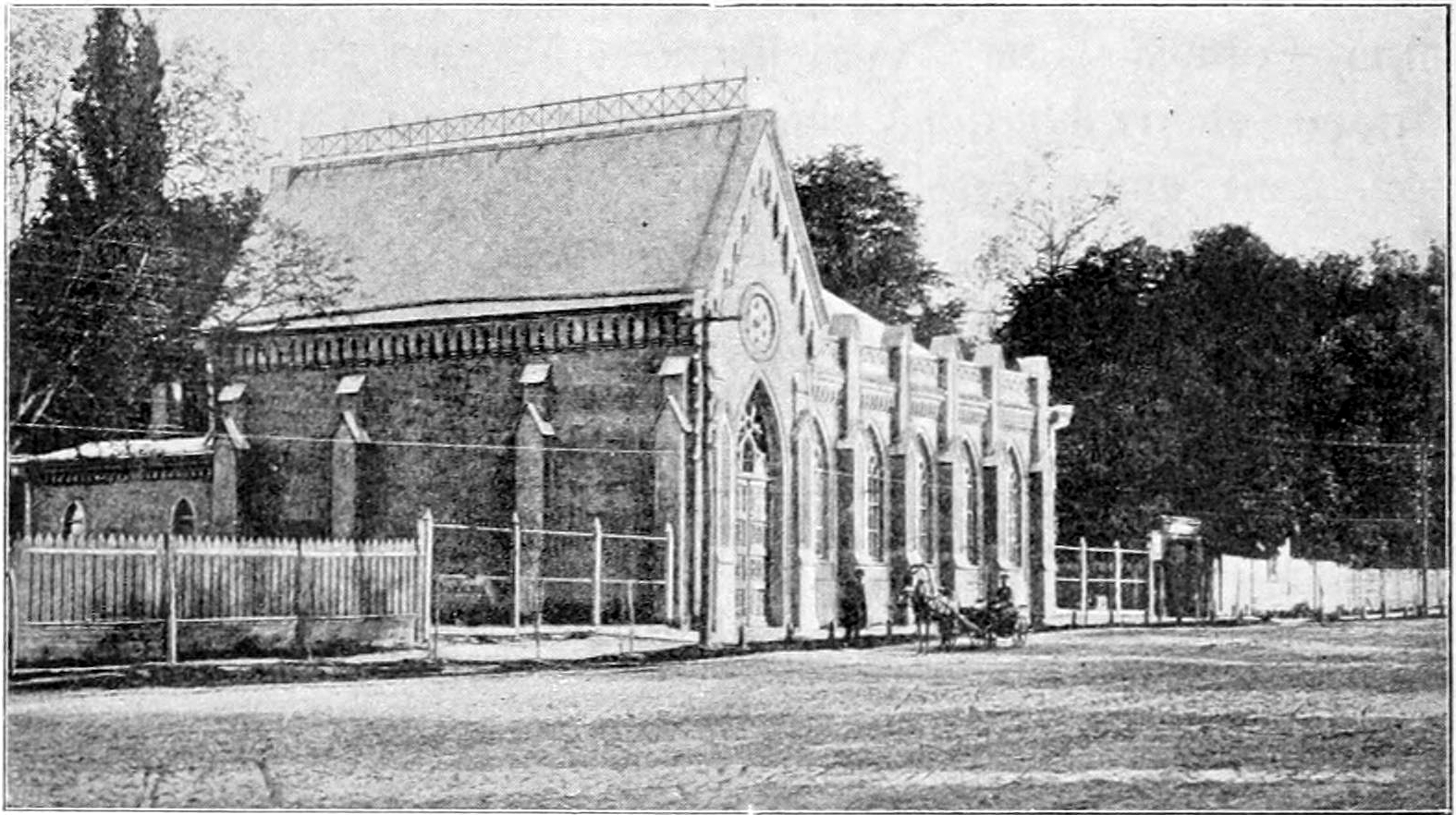
Museo delle antichità ucraine di Černihiv in un'immagine dell'inizio del XX secolo

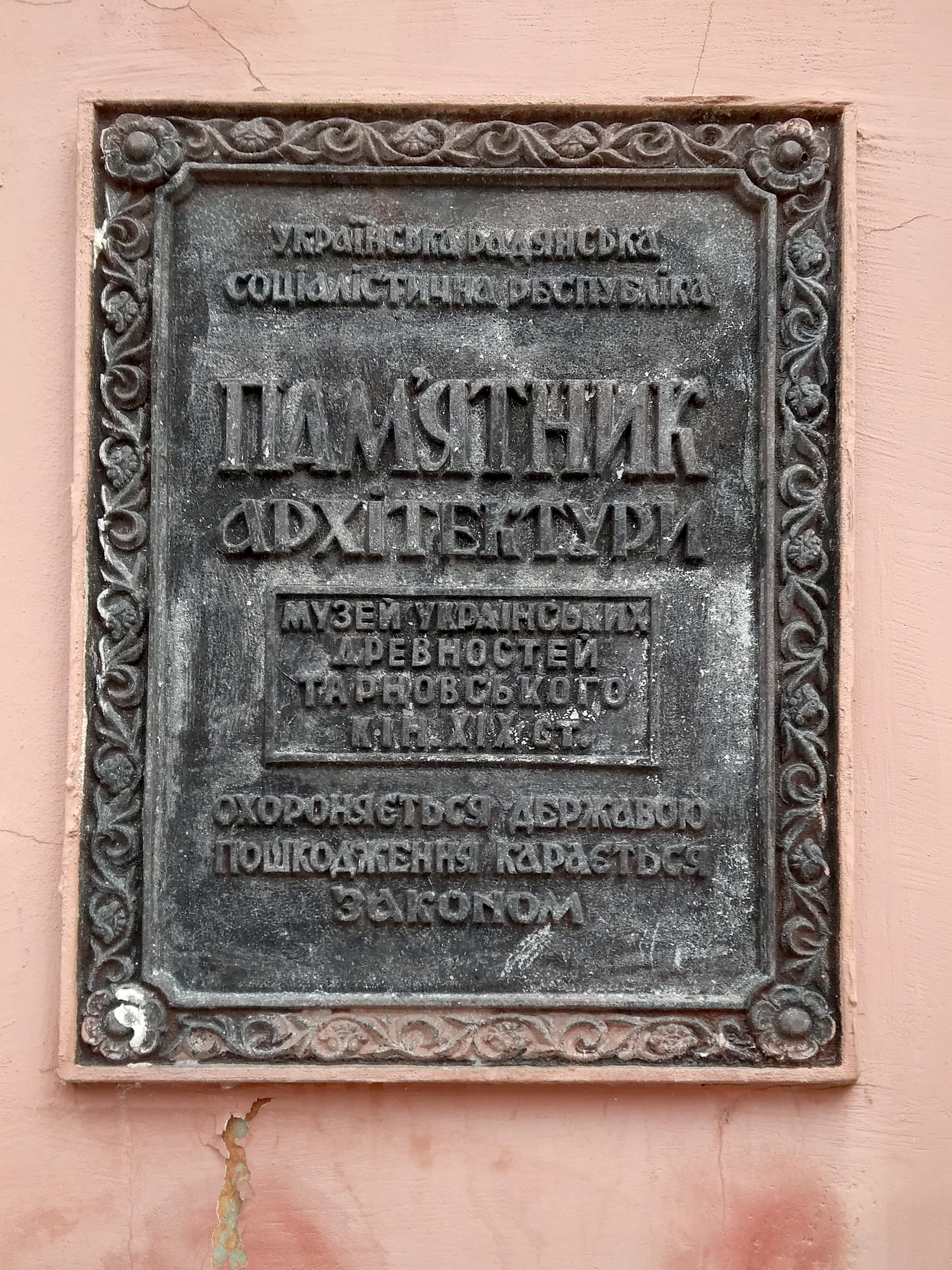
Targa sulla facciata

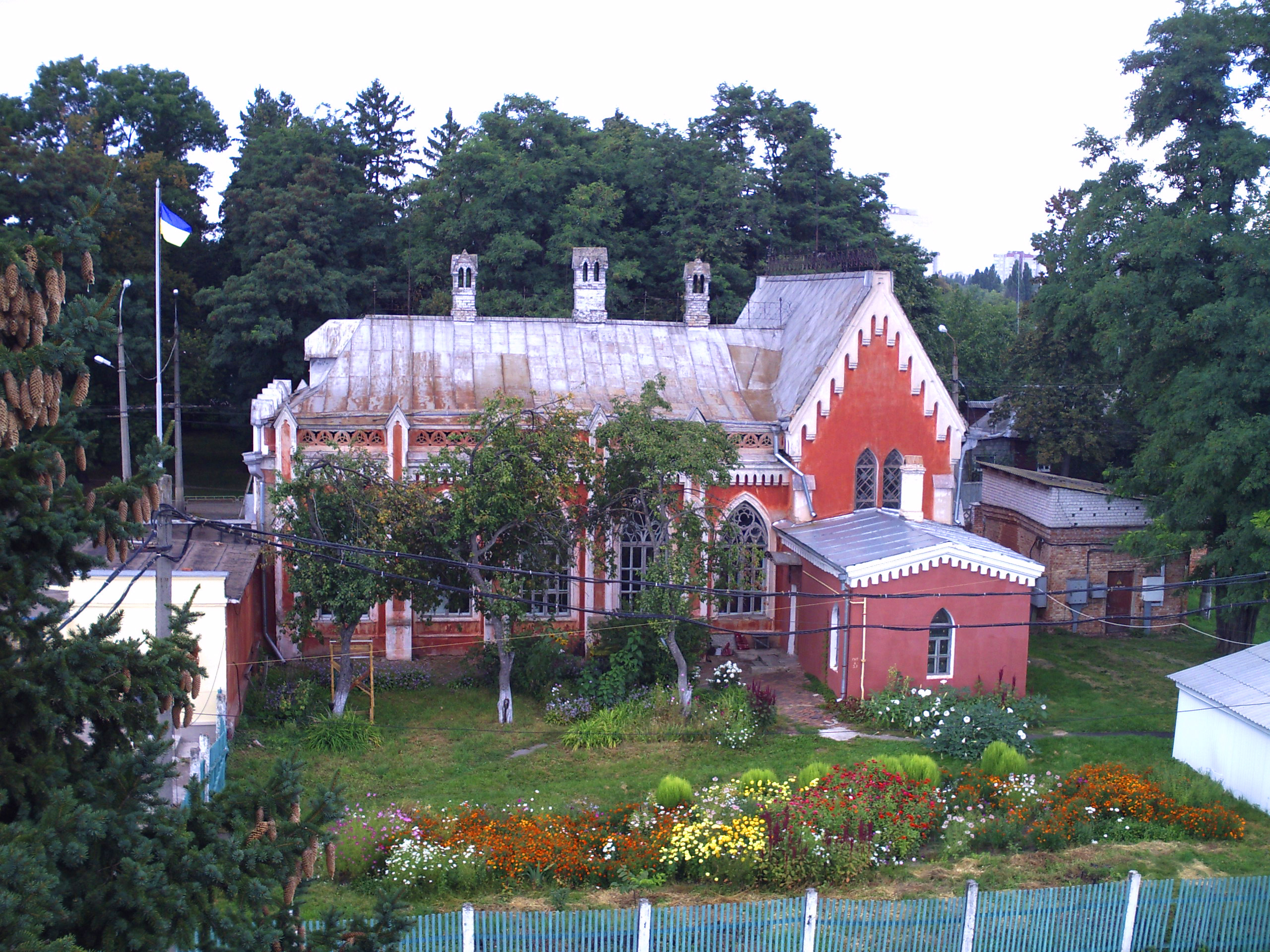
Parte posteriore e giardini della casa.

La casa di Vasyl Tarnovskyi, che sino alla fine del XIX secolo ospitò i locali di una scuola legata ad un orfanotrofio, fu la prima sede del Museo storico di Chernihiv che all'inizio comprendeva la collezione di Tarnovskyi e che in seguito venne molto ampliata con le opere di Taras Hryhorovyč Ševčenko. Quando venne inaugurato a Kiev il Museo nazionale Taras Ševčenko tutte queste opere vennero trasferite nella capitale. Rimase sede museale sino all'inizio degli anni ottanta quando anche le ultime opere esposte vennero trasferite nel Museo storico regionale di Chernihiv intitolato a V. V. Tarnovsky e i locali vennero utilizzati come biblioteca regionale per i giovani.

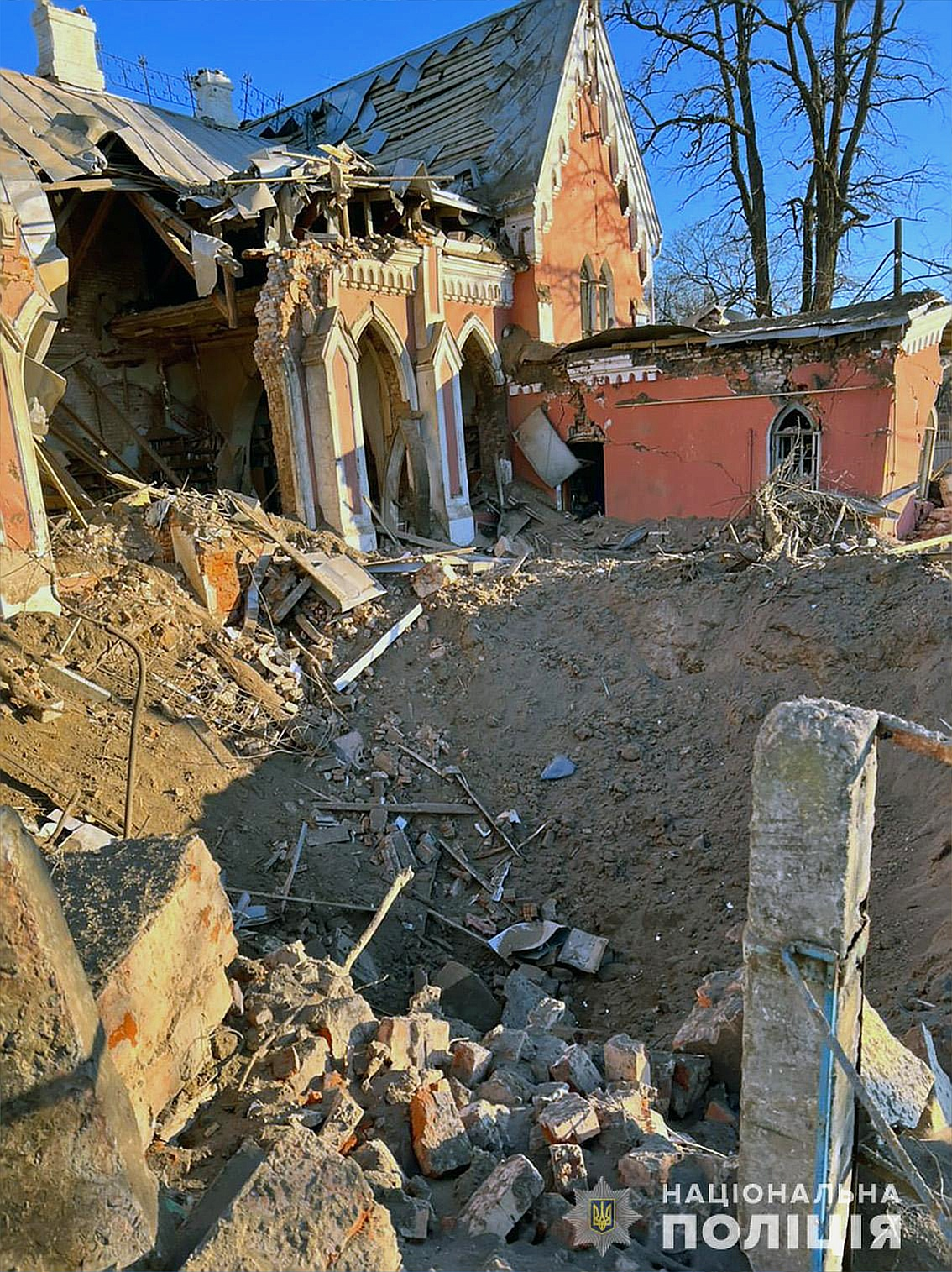
Dopo il bombardamento (2022)

La casa è sopravvissuta ai bombardamenti bolscevichi del 1918 e del 1919, è sopravvissuta alla seconda guerra mondiale sotto le bombe naziste ma durante l'invasione russa dell'Ucraina, nel marzo 2022, l'edificio è stato colpito da bombe e gravemente danneggiato.

## Descrizione
L'edificio è stato costruito in neogotico e rappresenta uno dei principali esempi di tale stile architettonico in Ucraina. Si trova nella parte orientale del centro cittadino.